# 建三江湿地空港
建三江湿地空港（けんさんこうしっちくうこう、英語: Jiansanjiang Airport　簡体字中国語: 建三江湿地机场）は、中華人民共和国黒竜江省佳木斯市富錦市建三江管理局七星農場第78隊にある、空港である。ロシアの国境に近い。空港は、中国国務院と中央軍事委員会から2013年7月31日に承認を受けた。敷地面積は1667500㎡である。

## 沿革
- 2013年3月15日 - 建設開始
- 2017年10月29日 - 空港が完成。運行開始。同時に北京便,哈爾浜便が就航した。（北京便は哈爾浜経由、だが現在[いつ?]は便の存在すら不明である[要出典]。）

## 使用している航空会社とその目的地
2017-2018冬春シーズン
| 航空会社           | 就航地 |
| ------------------ | ------ |
| 中国国際航空（CA） | 哈爾浜 |